# NGC 6122
NGC 6122 é uma galáxia lenticular (S0) localizada na direcção da constelação de Corona Borealis. Possui uma declinação de +37° 47' 55" e uma ascensão recta de 16 horas, 20 minutos e 09,4 segundos.
A galáxia NGC 6122 foi descoberta em 6 de Maio de 1886 por Guillaume Bigourdan.